# 25778 Чере
25778 Чере (25778 Csere) — астероїд головного поясу, відкритий 4 лютого 2000 року.
Тіссеранів параметр щодо Юпітера — 3,170.